# Жданович, Флориан Павлович
Флориан Павлович Жданович (16 (28) октября 1884, Минск — 1937, 1938 или 20 октября 1942, там же; псевдонимы: Алесь Крэсик, Иван Карась) — советский белорусский актёр, режиссёр, театральный деятель, один из основателей белорусского профессионального театра. Брат Антона Ждановича (бел.).

## Биография
Окончил Варшавскую драматическую школу (1902). Работал актёром в польских театрах Белоруссии. Присоединился к белорусскому культурному движению; в 1913 году в Радошковичах поставил «Павлинку» Я. Купалы; подготовил художественную программу «Белорусский рынок». Организовал драматический кружок, который после показа в деревне Старое Село под Минском спектакля «По ревизии» М. Крапивницкого был запрещён властями. Чтобы избежать ареста, уехал в Крым, где выступал на русской сцене. До Февральской революции (1917) работал в Минской городской думе.
Один из создателей Первого товарищества драмы и комедии (бел.), в 1917—1920 годах его художественный руководитель и режиссёр. В 1919 году некоторое время работал в Вильнюсе, где поставил «Отрочество» Я. Купалы.
В сложных условиях немецкой и польской оккупации создавал белорусский национальный театр. 14 сентября 1920 года под его руководством в Минске открылся Белорусский государственный театр (БДТ-1; ныне Национальный академический театр имени Я. Купалы), где он был первым художественным руководителем и актёром. Одновременно в Наркомате просвещения БССР Жданович курировал белорусские театры. С 1922 года состоял в труппе театра.
С 1926 года на Ждановича начались гонения, он был арестован ГПУ БССР (бел.) 19 июля 1930 года по делу «Союза освобождения Беларуси». Был осуждён 10 апреля 1931 года коллегией ОГПУ как «член контрреволюционной организации» на 5 лет (отбывал срок в Беломорско-Балтийском лагере). Точных сведений о смерти Ждановича нет. По одним данным, он был расстрелян НКВД в 1937 или 1938 году, по другим — умер (или был расстрелян) в оккупированном немцами Минске в 1942 году. Посмертно реабилирован в 1958 году.
Был женат, имел двоих детей. Его дочь — Ирина Жданович — стала актрисой, получила звание народной артистки Белоруссии.

## Творчество
Жданович организовал первые постановки белорусской драматургической классики, по произведениям Я. Купалы, Я. Коласа, Ф. Олехновича, В. Голубка, К. Каганца, К. Буйло и других писателей. Как режиссёр он опирался на практику предшественников (И. Буйницкого и других) и традиции белорусского народного театра, стремился к жизненной достоверности и правдивости, широко использовал в постановках народную музыку, пение.
Переводил на белорусский язык с польского, русского и украинского языков.
Считался актёром широкого творческого диапазона, создателем ярких драматических и комедийных образов. Его актёрской индивидуальности, по мнению критиков, были присущи «глубокое проникновение в психологическую суть характера, осмысление социальной природы персонажей, выразительный внешний рисунок роли, жанровое разнообразие». Наиболее известные роли: Быковский, Симон («Павлинка», «Отрочество»), Ричард Дажэн («Ученик дьявола» Б. Шоу), тётка Чарли («Тётя из Бразилии» Б. Томаса).